# Gina Miller
Gina Nadira Miller (19 de abril de 1965) é uma empresária e ativista britânica nascida na Guiana, reconhecida por sua atuação em prol da justiça social e por desafiar o governo britânico em relação ao Brexit.

## Biografia

### Infância e educação
Nascida na Guiana Britânica, Miller mudou-se para o Reino Unido ainda jovem. Estudou na Universidade do Leste de Londres e na London School of Economics, onde se formou em marketing e recursos humanos.

### Carreira empresarial
Miller construiu uma carreira de sucesso no setor financeiro. Em 2009, fundou a SCM Private, uma empresa de gestão de investimentos focada em fundos de baixo custo e transparentes. Também fundou a True and Fair Campaign, que visa combater práticas abusivas na indústria de investimentos.

### Ativismo e o caso do Brexit
Em 2016, Miller liderou um processo judicial histórico contra o governo britânico, argumentando que o Primeiro Ministro não poderia iniciar o processo de saída da União Europeia (Brexit) sem a aprovação do Parlamento. A Suprema Corte do Reino Unido decidiu a favor de Miller, estabelecendo um precedente importante sobre a soberania parlamentar.

### Outras causas
Além do Brexit, Miller também se envolveu em outras causas, como a luta pela igualdade de gênero e a defesa dos direitos das minorias. É uma crítica ferrenha da desigualdade social e da falta de diversidade nas instituições britânicas.
Em 2017, foi nomeada uma das 100 mulheres mais influentes do mundo e a pessoa negra mais influente do Reino Unido, ambas pela BBC. A atuação de Miller no caso do Brexit gerou controvérsias e a tornou alvo de críticas e ataques pessoais. Ela foi acusada de tentar impedir o Brexit e de não respeitar a vontade do povo expressa no referendo.
Miller é casada com Alan Miller e tem três filhos. É autora do livro "Rise: Life Lessons in Speaking Out, Standing Tall and Leading the Way", onde compartilha suas experiências e reflexões sobre ativismo e liderança.